# مستودع جبل يوكا للنفايات النووية

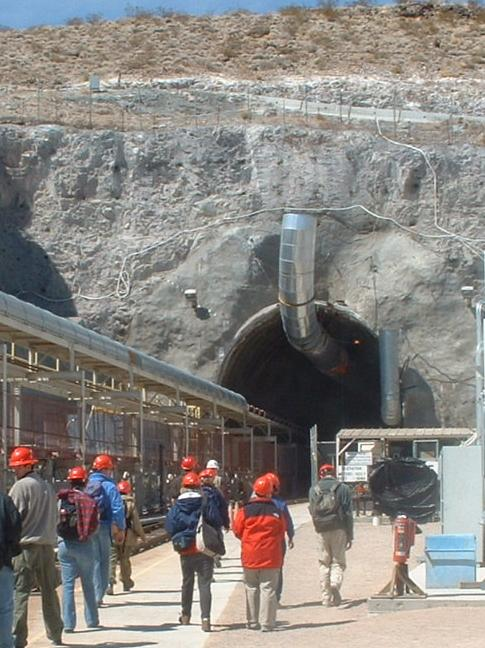
مجموعة سياحية تدخل البوابة الشمالية لجبل يوكا

مستودع جبل يوكا للنفايات النووية سيكون مستودع جبل يوكا للنفايات النووية على النحو المحدد في تعديلات قانون سياسة النفايات النووية لعام 1987، بمثابة مرفق تخزين جيولوجي عميق داخل جبل يوكا للوقود النووي المستهلك والنفايات المشعة عالية المستوى الأخرى في الولايات المتحدة.

## الموقع
يقع الموقع على أرض فيدرالية مجاورة لموقع نيفادا للتجارب في مقاطعة ناي بولاية نيفادا على بعد حوالي 80 ميل (130 كم) شمال غرب وادي لاس فيجاس.

## نبذة
تمت الموافقة على المشروع في عام 2002 من قِبل كونغرس الولايات المتحدة لكن التمويل الفيدرالي للموقع انتهى في عام 2011 بموجب إدارة أوباما عن طريق تعديل قانون وزارة الدفاع والاعتمادات المستمرة لمدة عام كامل، الذي تم إقراره في 14 أبريل 2011.
واجه المشروع العديد من الصعوبات وتنافس بشدة من قبل سكان المقاطعة، وشعوب شوشون الغربية، والعديد من السياسيين. يواجه المشروع أيضًا معارضة قوية من رموز الدولة والإقليم. ذكر مكتب المساءلة الحكومية أن الإغلاق كان لأسباب سياسية وليست تقنية أو تتعلق بالسلامة.
في عهد الرئيس باراك أوباما كانت وزارة الطاقة تستعرض خيارات أخرى غير جبل يوكا من أجل مستودع نفايات عالي المستوى. أصدرت لجنة الشريط الأزرق حول مستقبل أمريكا النووي، والتي أنشأها وزير الطاقة تقريرها النهائي في يناير 2012. وأوردت بالتفصيل حاجة ملحة لإيجاد موقع مناسب لبناء مستودع جيولوجي موحد ينص على أنه ينبغي تطوير أي منشأة مستقبلية من قبل منظمة مستقلة جديدة مع إمكانية الوصول المباشر إلى صندوق النفايات النووية والذي لا يخضع للرقابة السياسية والمالية مثل وزارة الطاقة على مستوى مجلس الوزراء.
في عهد الرئيس دونالد ترامب ،أوقفت وزارة الطاقة الأمريكية بئر عميق وأنشطة بحثية أخرى عن التخلص من نفايات غير جبل يوكا. في السنة المالية 2018، طلبت وزارة الطاقة 120 مليون دولار و 30 مليون دولار للجنة التنظيم النووي من الكونغرس لمواصلة أنشطة الترخيص لمستودع جبل يوكا.
بالنسبة للسنة المالية 2019، طلبت وزارة الطاقة مرة أخرى 120 مليون دولار لكن لجنة التنظيم النووي زادت طلبها إلى 47.7 مليون دولار.
لجأت معظم محطات الطاقة النووية في الولايات المتحدة إلى تخزين برميل خشبي جاف في الموقع إلى أجل غير مسمى للنفايات في براميل الصلب والخرسانة.